# Cylletron nivale
Cylletron nivale är en skalbaggsart som beskrevs av Thomson 1859. Cylletron nivale ingår i släktet Cylletron, och familjen kortvingar. Arten är reproducerande i Sverige.